# Marquis de Sade (film)
Pour les articles homonymes, voir Sade et Night Terrors.
Pour plus de détails, voir Fiche technique et Distribution.
Marquis de Sade, également connu sous le titre La Nuit de la terreur (Night Terrors), est un film d'horreur canado-israélien réalisé par Tobe Hooper et sorti en 1993.

## Synopsis
En visite au Caire, une jeune américaine tombe aux mains de Paul Chevalier, un être pervers et sanguinaire, descendant du Marquis de Sade. Elle ressemble trait pour trait à la jeune femme qui avait causé la perte du célèbre Marquis. Il avait juré de se venger. Deux siècles après, il tient sa revanche.

## Fiche technique
Sauf indication contraire, les informations mentionnées dans cette section peuvent être confirmées par la base de données cinématographiques IMDb,  présente dans la section « Liens externes ».
- Titre : Marquis de Sade[1] ou Nightmare - Nuits de terreur ou Midnight - La Nuit de la terreur
- Titre original : Night Terrors
- Réalisation : Tobe Hooper
- Scénario : Daniel Matmor et Rom Globus
- Photographie : Amnon Salomon (en)
- Montage : Alain Jakubowicz
- Direction artistique : Yossi Peled
- Musique : Dov Seltzer (en)
- Décors : David Varod
- Costume : Rona Doron
- Maquillage : David B. Miller
- Son : Gregory King
- Effets spéciaux : Bashir Abu Rabi'a
- Production : Harry Alan Towers
- Société de production : Global Pictures
- Pays de production :  Canada et  Israël
- Langue originale : anglais canadien
- Format : couleurs
- Genre : Horreur
- Durée : 98 minutes
- Dates de sortie :
  - Italie : 30 mai 1993 (Dylan Dog Horror Fest)

## Distribution
- Robert Englund : Marquis De Sade / Paul Chevalier
- Zoe Trilling : Genie
- Alona Kimhi : Sabina
- Juliano Mer-Khamis : Mamoud
- Chandra West : Beth
- William Finley : Dr Matteson
- Irit Sheleg : Fatima

## Production
En 1993, la société Globus de Yoram Globus produit trois films avec Harry Alan Towers et parvient à développer des productions en Israël durant la pause des productions Cannon. Marquis de Sade sera le seul projet distribué en salles. Marquis de Sade est écrit par Daniel Matmor et Rom Globus. Gerry O'Hara devait initialement réaliser le film avant de quitter le projet pour divergences artistiques.
Robert Englund raconte que le projet a considérablement évolué. Il devait initialement être tourné à Alexandrie. Le scénario a ensuite évolué et s'est éloigné de la vie du Marquis de Sade, davantage basé sur ses nouvelles érotiques. Le personnage principal est peu à peu devenu un descendant du Marquis dans l'époque contemporaine, avec la présence du Marquis seulement en flashbacks.
Le tournage a lieu d'août à septembre 1992 à Jaffa en Israël.

## Accueil
Dans une critique du film, Entertainment Weekly décrit le film comme un mélange entre l’œuvre de Zalman King et celle de Stephen King et que le film « n'aurait pas nécessairement dû être tenté par les stars et le réalisateur du film Le Crocodile de la mort. »
Dans son livre Horror Films of the 1990s, John Kenneth Muir écrit notamment : « De nombreux films de Tobe Hooper brisent admirablement les tabous et le décorum cinématographique, mais il y a peu de jeu intellectuel et élégant dans ce film décevant. »